# Grassmoor
Grassmoor – wieś w Anglii, w hrabstwie Derbyshire, w dystrykcie North East Derbyshire. Leży 32 km na północ od miasta Derby i 207 km na północny zachód od Londynu. W 2001 miejscowość liczyła 3118 mieszkańców.